# Metator nevadensis
Espèce
Synonymes
- Trachyrhachys nevadensis L. Bruner, 1905[1]

Metator nevadensis est une espèce nord-américaine d'orthoptères de la famille des Acrididae.

## Comportement

### Alimentation
Dans la prairie de tussack de la Colombie-Britannique, Spharagemon equale et Metator nevadensis ont causé des dommages considérables aux pâturages des bovins en 1921.